# Schömersdorf

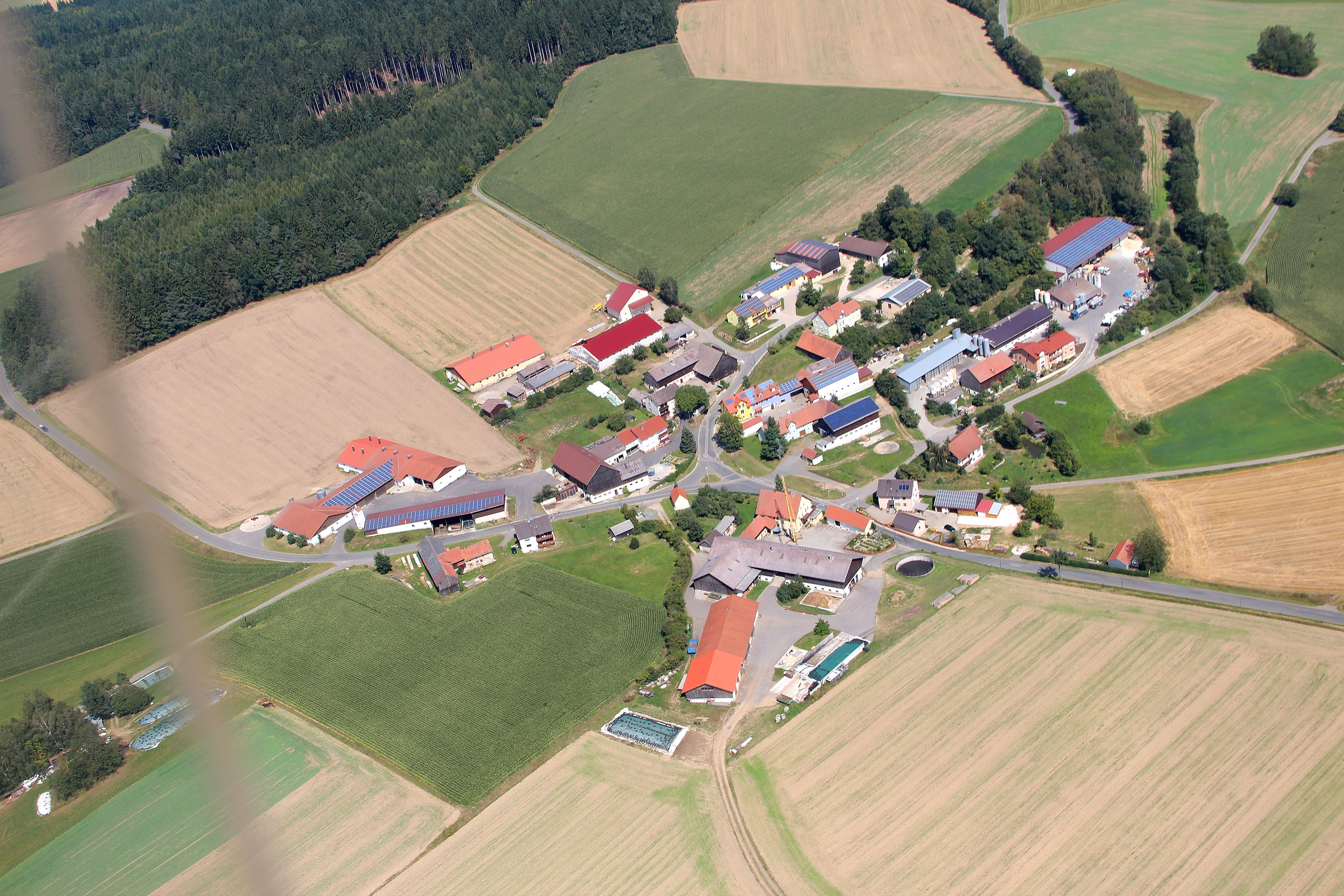
Schömersdorf (2012)

Schömersdorf ist ein Ortsteil der Gemeinde Teunz im Oberpfälzer Landkreis Schwandorf (Bayern).

## Geographische Lage
Schömersdorf liegt ungefähr vier Kilometer westlich von Teunz auf einer Hochfläche etwa 500 Meter nördlich der Staatsstraße 2156. Auf dieser Hochfläche entspringen zahlreiche Quellen, die nach Osten abfließend den Stierschlagbach und nach Westen abfließend den Katzbach bilden. Zwischen Schömersdorf und Gleiritsch befindet sich der 622 m hohe Katzenstein. Sein Name kommt von der Form der Felsen, die an Löwen bzw. Katzen erinnert. Sein Gestein besteht aus buntem Lagergranit.

## Geschichte
Zum Stichtag 23. März 1913 (Osterfest) war Schömersdorf Teil der Pfarrei Teunz und hatte 11 Häuser und 72 Einwohner.
Schömersdorf war bis zu deren Auflösung  ein Gemeindeteil von Zeinried und kam am 1. Mai 1978 zur Gemeinde Teunz.
Am 31. Dezember 1990 hatte Schömersdorf 46 Einwohner und gehörte zur Pfarrei Teunz.

## Bildergalerie

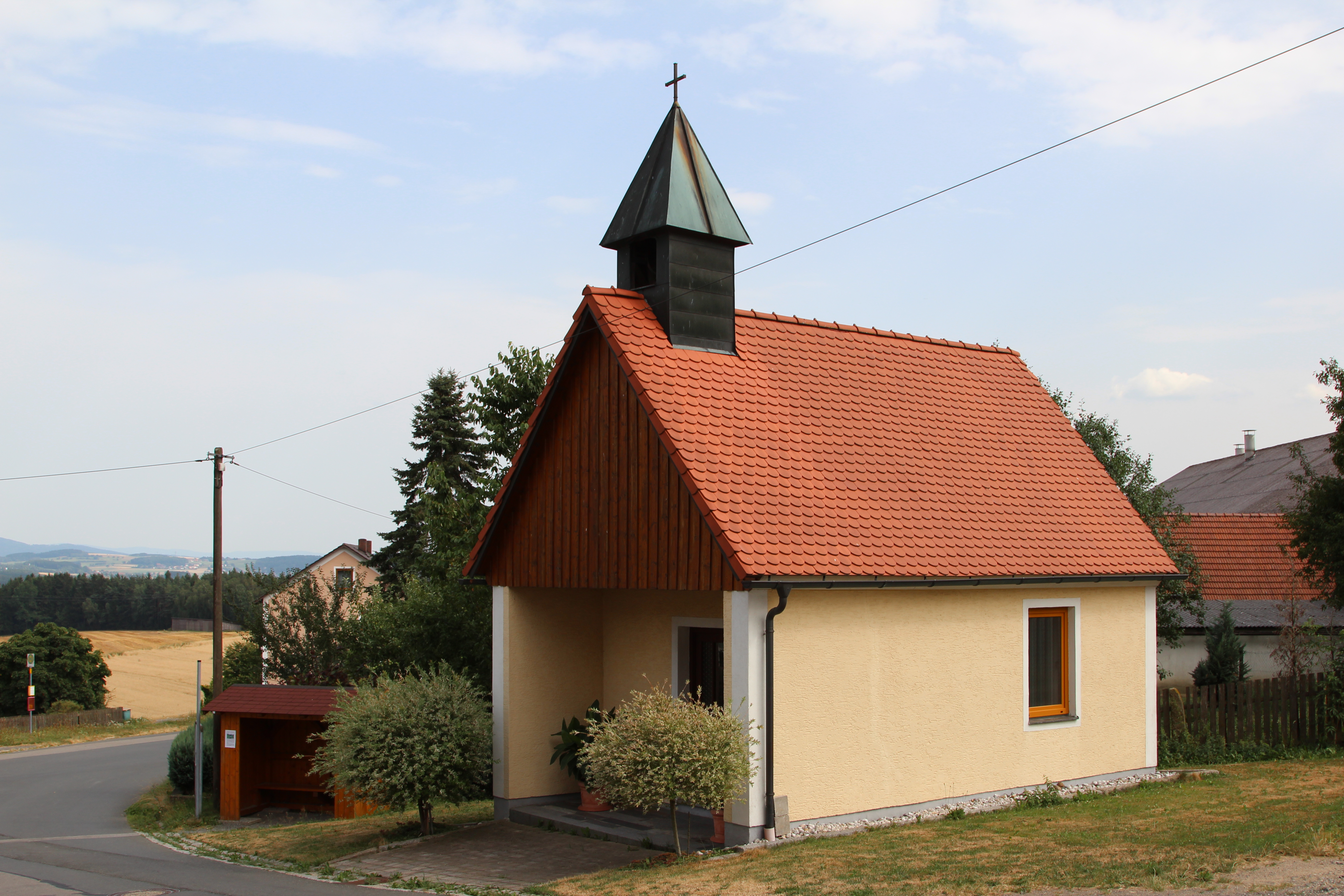
Kapelle in Schömersdorf (2013)
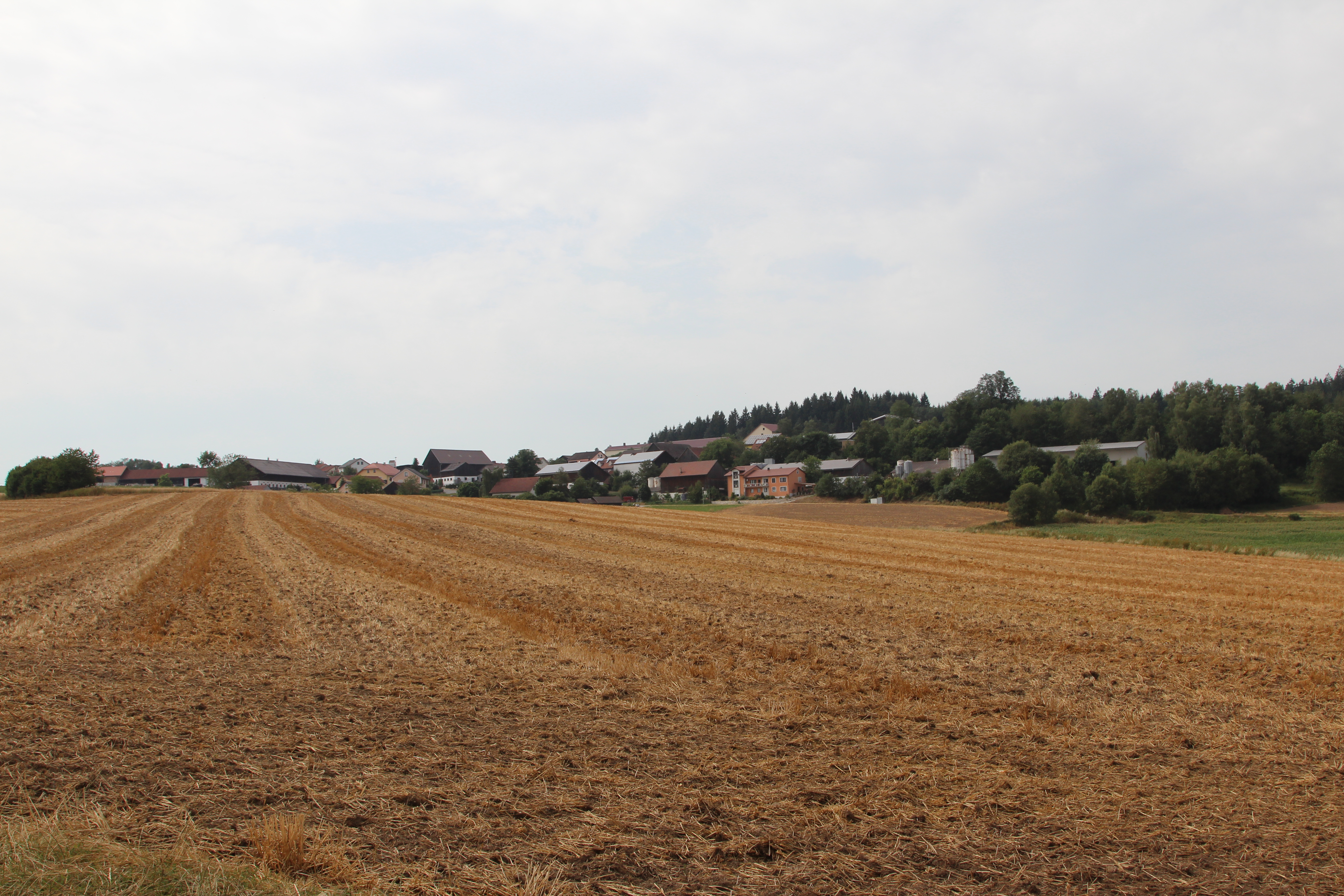
Blick auf Schömersdorf (2013)
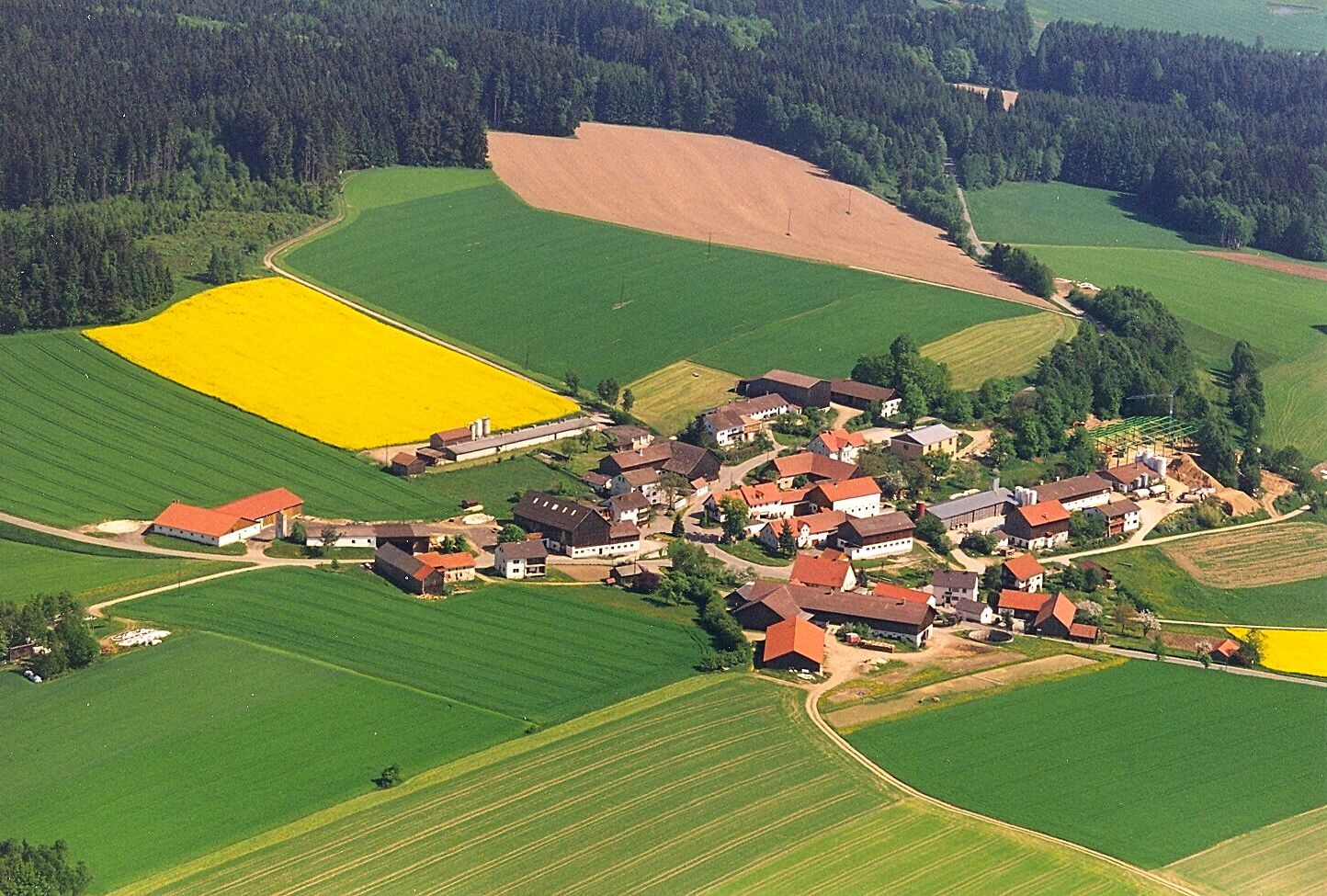
Schömersdorf (2000)